# Bill Robinzine
William Clintard "Bill" Robinzine (Chicago, Illinois; 20 de enero de 1953-Kansas City, Misuri; 16 de septiembre de 1982) fue un jugador de baloncesto estadounidense que jugó 7 temporadas en la NBA. Con 2,01 metros de altura, lo hacía en la posición de ala-pívot. Su nombre se hizo popular a causa de un mate que realizó Darryl Dawkins jugando con los Sixers delante de él, y que rompió el tablero, siendo bautizado por el propio jugador dicho mate, entre otros nombres, con el de Robinzine Crying, ya que éste reaccionó llevándose las manos a la cara, agachándose y saliendo corriendo.

## Trayectoria deportiva

### Universidad
Jugó durante cuatro temporadas con los Blue Demons de la Universidad DePaul, en las que promedió 16,6 puntos y 11,3 rebotes por partido. Lideró a los Blue Demons en rebotes en sus tres últimas temporadas, y hoy en día todavía es el cuarto mejor reboteador de la historia de la universidad.

### Profesional
Fue elegido en la décima posición del Draft de la NBA de 1975 por Kansas City Kings, donde jugó cinco temporadas, ganándose poco a poco más minutos en la pista. Su mejor temporada fue la 1978-79, en la que promedió 13,4 puntos y 7,8 rebotes por partido, aunque también fue el jugador que más faltas personales cometió de toda la liga, con 367, con una media de 4,5 por partido.
Antes del comienzo de la temporada 1980-81 fue traspasado a Cleveland Cavaliers en un acuerdo a tres bandas, que llevaba a Campy Russell de los Cavs a New York Knicks, mientras que Joe Meriweather y una futura primera ronda del draft recaían en los Kings de parte de los Knicks. Pero solo permaneció un mes en los Cavs, en los que disputó 8 partidos en los que apenas contó para su entrenador, promediando apenas 4,1 puntos por partido.
Fue entonces traspasado a Dallas Mavericks junto con dos futuras primeras rondas del draft (que resultaron ser jugadores tan decisivos como Derek Harper y Roy Tarpley) a cambio de Richard Washington y Jerome Whitehead. Allí jugó una temporada en la cual dispuso de poco más de 11 minutos por partido. Al término de la misma finalizó contrato, y se convirtió en agente libre. Según las relaciones públicas de los Jazz, no estaban en negociaciones para renovar en contrato, y el jugador estaba considerando irse a jugar a la liga italiana. 

## Fallecimiento
En septiembre de 1982, Robinzine se suicidó en su automóvil por intoxicación por monóxido de carbono en un aparcamiento de Kansas City, Missouri. Robinzine, aunque por fuera parecía muy optimista, no estaba en la lista de ningún equipo de la NBA en ese momento y había estado angustiado por no recibir ninguna nueva oferta de contrato después de lo que sintió fue un año en Utah donde su tiempo de juego había disminuido. Su esposa, Claudia, había dicho que él "no podía conciliar más el no estar en la NBA". También estaba molesto por los problemas financieros que sus amigos cercanos y asesores financieros le habían dicho que eran extremadamente manejables, a pesar de lo que había pensado. Al parecer la policía encontró poco después una nota en su casa en la que indicaba su intención de suicidarse.

## Estadísticas de su carrera en la NBA

### Temporada regular
| Temporada | Edad | Equipo              | Liga | P   | TIT | MIN  | TC  | TCA  | %TC  | 3P  | 3PA | %3P  | TL  | TLA | %TL  | R.OF. | R.DEF. | REB | ASIS | ROB | TAP | PER | FP  | PTS  |
| 1975-76   | 23   | Kansas City Kings   | NBA  | 75  |     | 17.7 | 3.1 | 6.7  | .459 |     |     |      | 1.9 | 2.6 | .732 | 1.7   | 3.0    | 4.7 | 0.8  | 1.1 | 0.1 |     | 3.9 | 8.0  |
| 1976-77   | 24   | Kansas City Kings   | NBA  | 75  |     | 21.3 | 4.1 | 9.0  | .453 |     |     |      | 2.1 | 2.9 | .736 | 2.2   | 4.1    | 6.3 | 1.3  | 1.1 | 0.2 |     | 3.8 | 10.3 |
| 1977-78   | 25   | Kansas City Kings   | NBA  | 82  |     | 21.3 | 3.7 | 8.3  | .451 |     |     |      | 2.5 | 3.3 | .760 | 2.1   | 4.5    | 6.6 | 0.9  | 0.9 | 0.1 | 2.1 | 3.4 | 10.0 |
| 1978-79   | 26   | Kansas City Kings   | NBA  | 82  |     | 26.6 | 5.6 | 10.2 | .548 |     |     |      | 2.2 | 3.0 | .732 | 2.7   | 5.1    | 7.8 | 1.3  | 1.3 | 0.2 | 2.2 | 4.5 | 13.4 |
| 1979-80   | 27   | Kansas City Kings   | NBA  | 81  |     | 23.7 | 4.5 | 8.9  | .501 | 0.0 | 0.0 | .500 | 2.5 | 3.4 | .730 | 2.3   | 4.2    | 6.5 | 0.8  | 1.3 | 0.3 | 1.8 | 3.8 | 11.4 |
| 1980-81   | 28   | TOTAL               | NBA  | 78  |     | 25.8 | 5.0 | 10.6 | .475 | 0.0 | 0.1 | .167 | 2.8 | 3.6 | .776 | 2.2   | 4.7    | 6.8 | 1.5  | 1.0 | 0.1 | 2.4 | 3.5 | 12.9 |
| 1980-81   | 28   | Cleveland Cavaliers | NBA  | 8   |     | 10.5 | 1.8 | 4.0  | .438 | 0.0 | 0.0 |      | 0.6 | 1.0 | .625 | 0.5   | 1.1    | 1.6 | 0.6  | 0.5 | 0.0 | 1.3 | 2.4 | 4.1  |
| 1980-81   | 28   | Dallas Mavericks    | NBA  | 70  |     | 27.6 | 5.4 | 11.3 | .476 | 0.0 | 0.1 | .167 | 3.0 | 3.9 | .780 | 2.3   | 5.1    | 7.4 | 1.6  | 1.0 | 0.1 | 2.5 | 3.7 | 13.9 |
| 1981-82   | 29   | Utah Jazz           | NBA  | 56  | 9   | 11.6 | 2.3 | 5.3  | .446 | 0.0 | 0.0 |      | 1.1 | 1.3 | .813 | 1.0   | 1.6    | 2.6 | 0.9  | 0.7 | 0.1 | 1.5 | 2.8 | 5.8  |
| Total     |      |                     | NBA  | 529 | 9   | 21.6 | 4.1 | 8.6  | .482 | 0.0 | 0.0 | .250 | 2.2 | 3.0 | .749 | 2.1   | 4.0    | 6.1 | 1.1  | 1.1 | 0.2 | 2.0 | 3.7 | 10.5 |

### Playoffs
| Temporada | Edad | Equipo            | Liga | P | MIN | TCA | TC | 3PA | 3P | TLA | TL | R.OF. | REB | ASIS | ROB | TAP | PER | FP | PTS | %TC  | %3P | %FT  | MIN  | PTS  | REB | AST |
| 1978-79   | 26   | Kansas City Kings | NBA  | 5 | 118 | 22  | 51 |     |    | 6   | 8  | 15    | 36  | 3    | 13  | 0   | 8   | 20 | 50  | .431 |     | .750 | 23.6 | 10.0 | 7.2 | 0.6 |
| 1979-80   | 27   | Kansas City Kings | NBA  | 3 | 69  | 13  | 24 | 0   | 0  | 7   | 10 | 7     | 18  | 0    | 3   | 0   | 6   | 6  | 33  | .542 |     | .700 | 23.0 | 11.0 | 6.0 | 0.0 |
| Total     |      |                   | NBA  | 8 | 187 | 35  | 75 | 0   | 0  | 13  | 18 | 22    | 54  | 3    | 16  | 0   | 14  | 26 | 83  | .467 |     | .722 | 23.4 | 10.4 | 6.8 | 0.4 |